# Pseudogargetta diversa
Pseudogargetta diversa är en fjärilsart som beskrevs av George Thomas Bethune-Baker 1904. Pseudogargetta diversa ingår i släktet Pseudogargetta och familjen tandspinnare. Inga underarter finns listade i Catalogue of Life.